# ۴۶۹ (قمری)
۴۶۹ (قمری)، چهارصد و شصت و نهمین سال در گاهشماری هجری قمری است. اول محرم این سال برابر با یازدهم اوت سال ۱۰۷۶ میلادی است.

## وابسته
- کشف‌المحجوب (هجویری)